# EPrix van Mexico-Stad 2023
De ePrix van Mexico-Stad 2023 werd gehouden op 14 januari 2023 op het Autódromo Hermanos Rodríguez. Dit was de eerste race van het negende Formule E-seizoen.
De race werd gewonnen door Andretti-coureur Jake Dennis, die zijn vierde ePrix-zege behaalde. Pascal Wehrlein werd voor Porsche tweede, terwijl Mahindra-rijder Lucas di Grassi, die vanaf pole position was gestart, derde werd.

## Kwalificatie

### Groepsfase
De top vier uit iedere groep kwalificeerde zich voor de knockoutfase.
Groep A
| Pos | No | Coureur                | Team             | Tijd     |
| --- | -- | ---------------------- | ---------------- | -------- |
| 1   | 36 | André Lotterer         | Andretti-Porsche | 1:13.405 |
| 2   | 16 | Sébastien Buemi        | Envision-Jaguar  | 1:13.431 |
| 3   | 11 | Lucas di Grassi        | Mahindra         | 1:13:461 |
| 4   | 23 | Sacha Fenestraz        | Nissan           | 1:13.502 |
| 5   | 13 | António Félix da Costa | Porsche          | 1:13.504 |
| 6   | 25 | Jean-Éric Vergne       | DS               | 1:13:563 |
| 7   | 3  | Sérgio Sette Câmara    | NIO              | 1:13:613 |
| 8   | 58 | René Rast              | McLaren-Nissan   | 1:13:635 |
| 9   | 7  | Maximilian Günther     | Maserati         | 1:13:742 |
| 10  | 4  | Robin Frijns           | Abt-Mahindra     | 1:14:125 |
| 11  | 10 | Sam Bird               | Jaguar           | 1:14:145 |

Groep B
| Pos | No | Coureur           | Team             | Tijd     |
| --- | -- | ----------------- | ---------------- | -------- |
| 1   | 27 | Jake Dennis       | Andretti-Porsche | 1:13:074 |
| 2   | 33 | Dan Ticktum       | NIO              | 1:13:287 |
| 3   | 5  | Jake Hughes       | McLaren-Nissan   | 1:13:302 |
| 4   | 94 | Pascal Wehrlein   | Porsche          | 1:13:359 |
| 5   | 9  | Mitch Evans       | Jaguar           | 1:13:405 |
| 6   | 37 | Nick Cassidy      | Envision-Jaguar  | 1:13:415 |
| 7   | 1  | Stoffel Vandoorne | DS               | 1:13:450 |
| 8   | 48 | Edoardo Mortara   | Maserati         | 1:13:618 |
| 9   | 51 | Nico Müller       | Abt-Mahindra     | 1:13:776 |
| 10  | 17 | Norman Nato       | Nissan           | 1:13:785 |
| 11  | 8  | Oliver Rowland    | Mahindra         | 1:14:043 |

### Knockoutfase
De combinatie letter/cijfer staat voor de groep waarin de betreffende coureur uitkwam en de positie die hij in deze groep behaalde.
|  | Kwartfinale     | Kwartfinale    |                 |          | Halve finale | Halve finale |  |  | Finale | Finale |
|  |                 |                |                 |          |              |              |  |  |        |        |
|  |                 |                |                 |          |              |              |  |  |        |        |
|  | A3-A2           |                |                 |          |              |              |  |  |        |        |
|  |                 |                |                 |          |              |              |  |  |        |        |
|  | Lucas di Grassi | 1:13:081       |                 |          |              |              |  |  |        |        |
|  | Lucas di Grassi | 1:13:081       | K1-K2           |          |              |              |  |  |        |        |
|  | Sébastien Buemi | 1:13.100       |                 |          |              |              |  |  |        |        |
|  | Sébastien Buemi | 1:13.100       | Lucas di Grassi | 1:13:012 |              |              |  |  |        |        |
|  | A4-A1           |                | Lucas di Grassi | 1:13:012 |              |              |  |  |        |        |
|  |                 | André Lotterer | 1:14.551        |          |              |              |  |  |        |        |
|  | Sacha Fenestraz | André Lotterer | 1:14.551        | 1:13.220 |              |              |  |  |        |        |
|  | Sacha Fenestraz |                | H1-H2           | 1:13.220 |              |              |  |  |        |        |
|  | André Lotterer  | 1:13:176       |                 |          |              |              |  |  |        |        |
|  | André Lotterer  | 1:13:176       | Lucas di Grassi | 1:13:575 |              |              |  |  |        |        |
|  | B3-B2           |                | Lucas di Grassi | 1:13:575 |              |              |  |  |        |        |
|  |                 | Jake Dennis    | 1:16.516        |          |              |              |  |  |        |        |
|  | Jake Hughes     | Jake Dennis    | 1:16.516        | 1:12:788 |              |              |  |  |        |        |
|  | Jake Hughes     | K3-K4          |                 | 1:12:788 |              |              |  |  |        |        |
|  | Dan Ticktum     | 1:12.922       |                 |          |              |              |  |  |        |        |
|  | Dan Ticktum     | 1:12.922       | Jake Hughes     | 1:12.721 |              |              |  |  |        |        |
|  | B4-B1           |                | Jake Hughes     | 1:12.721 |              |              |  |  |        |        |
|  |                 | Jake Dennis    | 1:12:595        |          |              |              |  |  |        |        |
|  | Pascal Wehrlein | Jake Dennis    | 1:12:595        | 1:13:031 |              |              |  |  |        |        |
|  | Pascal Wehrlein |                |                 | 1:13:031 |              |              |  |  |        |        |
|  | Jake Dennis     | 1:13:002       |                 |          |              |              |  |  |        |        |
|  | Jake Dennis     | 1:13:002       |                 |          |              |              |  |  |        |        |

### Startopstelling
| Pos | No | Coureur                | Team             |
| --- | -- | ---------------------- | ---------------- |
| 1   | 11 | Lucas di Grassi        | Mahindra         |
| 2   | 27 | Jake Dennis            | Andretti-Porsche |
| 3   | 5  | Jake Hughes            | McLaren-Nissan   |
| 4   | 36 | André Lotterer         | Andretti-Porsche |
| 5   | 33 | Dan Ticktum            | NIO              |
| 6   | 94 | Pascal Wehrlein        | Porsche          |
| 7   | 16 | Sébastien Buemi        | Envision-Jaguar  |
| 8   | 23 | Sacha Fenestraz        | Nissan           |
| 9   | 13 | António Félix da Costa | Porsche          |
| 10  | 9  | Mitch Evans            | Jaguar           |
| 11  | 25 | Jean-Éric Vergne       | DS               |
| 12  | 37 | Nick Cassidy           | Envision-Jaguar  |
| 13  | 3  | Sérgio Sette Câmara    | NIO              |
| 14  | 1  | Stoffel Vandoorne      | DS               |
| 15  | 58 | René Rast              | McLaren-Nissan   |
| 16  | 48 | Edoardo Mortara        | Maserati         |
| 17  | 7  | Maximilian Günther     | Maserati         |
| 18  | 51 | Nico Müller            | Abt-Mahindra     |
| 19  | 4  | Robin Frijns           | Abt-Mahindra     |
| 20  | 17 | Norman Nato            | Nissan           |
| 21  | 10 | Sam Bird               | Jaguar           |
| 22  | 8  | Oliver Rowland         | Mahindra         |

## Race
| Pos | No | Coureur                | Team             | Rondes | Tijd/Oorzaak uitval | Grid | Punten |
| --- | -- | ---------------------- | ---------------- | ------ | ------------------- | ---- | ------ |
| 1   | 27 | Jake Dennis            | Andretti-Porsche | 41     | 58:25.974           | 2    | 26     |
| 2   | 94 | Pascal Wehrlein        | Porsche          | 41     | +7.816              | 6    | 18     |
| 3   | 11 | Lucas di Grassi        | Mahindra         | 41     | +18.611             | 1    | 18     |
| 4   | 36 | André Lotterer         | Andretti-Porsche | 41     | +19.161             | 4    | 12     |
| 5   | 5  | Jake Hughes            | McLaren-Nissan   | 41     | +20.289             | 3    | 10     |
| 6   | 16 | Sébastien Buemi        | Envision-Jaguar  | 41     | +20.714             | 7    | 8      |
| 7   | 13 | António Félix da Costa | Porsche          | 41     | +21.051             | 9    | 6      |
| 8   | 9  | Mitch Evans            | Jaguar           | 41     | +24.758             | 10   | 4      |
| 9   | 37 | Nick Cassidy           | Envision-Jaguar  | 41     | +29.150             | 12   | 2      |
| 10  | 1  | Stoffel Vandoorne      | DS               | 41     | +29.662             | 14   | 1      |
| 11  | 7  | Maximilian Günther     | Maserati         | 41     | +30.276             | 17   |        |
| 12  | 25 | Jean-Éric Vergne       | DS               | 41     | +31.141             | 11   |        |
| 13  | 8  | Oliver Rowland         | Mahindra         | 41     | +31.537             | 22   |        |
| 14  | 51 | Nico Müller            | Abt-Mahindra     | 41     | +31.951             | 18   |        |
| 15  | 23 | Sacha Fenestraz        | Nissan           | 41     | +32.355             | 8    |        |
| 16  | 3  | Sérgio Sette Câmara    | NIO              | 41     | +35.205             | 13   |        |
| 17  | 33 | Dan Ticktum            | NIO              | 41     | +1:14.372           | 5    |        |
| 18  | 58 | René Rast              | McLaren-Nissan   | 37     | Aandrijving         | 15   |        |
| DNF | 48 | Edoardo Mortara        | Maserati         | 17     | Ongeluk             | 16   |        |
| DNF | 10 | Sam Bird               | Jaguar           | 5      | Aandrijving         | 21   |        |
| DNF | 17 | Norman Nato            | Nissan           | 2      | Schade ongeluk      | 20   |        |
| DNF | 4  | Robin Frijns           | Abt-Mahindra     | 0      | Ongeluk             | 19   |        |

## Tussenstanden wereldkampioenschap

### Coureurs
| Positie | No. | Rijder                 | Team             | Punten |
| ------- | --- | ---------------------- | ---------------- | ------ |
| 01      | 27  | Jake Dennis            | Andretti-Porsche | 26     |
| 02      | 94  | Pascal Wehrlein        | Porsche          | 18     |
| 03      | 11  | Lucas di Grassi        | Mahindra         | 18     |
| 04      | 36  | André Lotterer         | Andretti-Porsche | 12     |
| 05      | 5   | Jake Hughes            | McLaren-Nissan   | 10     |
| 06      | 16  | Sébastien Buemi        | Envision-Jaguar  | 08     |
| 07      | 13  | António Félix da Costa | Porsche          | 06     |
| 08      | 9   | Mitch Evans            | Jaguar           | 04     |
| 09      | 37  | Nick Cassidy           | Envision-Jaguar  | 02     |
| 10      | 1   | Stoffel Vandoorne      | DS               | 01     |

### Constructeurs
| Positie | Team             | Punten |
| ------- | ---------------- | ------ |
| 01      | Andretti-Porsche | 38     |
| 02      | Porsche          | 24     |
| 03      | Mahindra         | 18     |
| 04      | McLaren-Nissan   | 10     |
| 05      | Envision-Jaguar  | 10     |
| 06      | Jaguar           | 04     |
| 07      | DS               | 01     |
| 08      | Maserati         | 0      |
| 09      | Abt-Mahindra     | 0      |
| 10      | Nissan           | 0      |